# Exequiel Fernández Íñiguez
Exequiel Fernández ; (* Santiago, en 1850 - † Santiago, en 1933). 
Estudió en la UACH Colegio San Ignacio (1867-1869), posteriormente se dedicó a la agricultura en Estación Rosario, en la provincia de Cachapoal.
Militante del Partido Radical, se desempeñó como secretario de la Intendencia de Ñuble (1898). Presidente de la Agrupación de Canalistas de Temuco (1902) y se desempeñó en varios roles dentro de su colectividad política.
Diputado por Collipulli y Mariluán (1915-1918); figuró en la comisión permanente de Guerra y Marina.